# Лерос
Лерос (грчки грч. ) је једно од острва у групацији Додеканеза у источној Грчкој. Управно острво припада округу Калимнос у оквиру Периферији Јужни Егеј, где са околним острвцима и хридима чини посебну општину. Главно место на острву је градић Аја Марина.

## Географија
Лерос је острво Додеканеза средње величине. Најближе острво му је Калимнос на свега пар километара ка југу и Патмос на 15ак km ка северозападу. Турска се налази 25 km ка истоку. Острво је планинско и каменито, састављено највише од кречњачких стена. Доказ некадашње вулканске активности на острву су бројни угашени кратери. Обала Нисироса је разуђена и дуга је 71 km, Она се састоји од више малих залива са скривеним плажама.
Клима Лероса је средоземна са дугим, сушним летима и благим и кишовитим зимама. Недостатак воде је значајно ограничење, али, будући да Нисирос близу копна, користе се богати подземни извори. Због тога је биљни и животињски свет бујнији него на неким околним острвима, мада је он особен за ову климу. Од гајених култура доминирају маслина и винова лоза.

## Историја
Лерос је насељен још током праисторије. Током раздобља старе Грчке полис Лерос је познат по острвском светилишту посвећеном Афродити. У Пелопонеском рату Лерос је био савезник Атине, па је после рата био окупиран од стране Спарте. У следећим вековима острво је било у сфери блиског, али знатно моћнијег и развијенијег Родоса, да би у 2. веку п. н. е. пало у руке старог Рима. Касније је Лерос био у оквиру Византије, да би га 1309. године преузели витезови Малтешког реда. 1505. године острво преузимају Турци османлије и под њима Лерос остаје вековима, али уз задржавање одређених привилегија. И поред тога месни Грци се нису мирили са страном владавином, па се становништво Нисироса укључило у Грчки устанак 20их година 19. века, али није било прикључено новооснованој Грчкој. 1912. године Лерос запоседа Италија, која га губи после Другог светског рата у корист Грчке. Пропадање острва било је неминовно у овим турбуленцијама 20. века, али се последњих деценија ово је умањило развојем туризма.

## Становништво
Главно становништво на Леросу су Грци. Лерос спада у густо насељена острва међу значајинијим острвима Додеканеза, а развој туризма током протеклих 20ак година допринео је даљем просперитету острва и повећању броја становника. У главном месту, Аја Марини, живи око 1/3 острвског становништва.

## Привреда
Данас се привреда Лероса све више заснива на туризму. Традицинални поморство и пољопривреда (маслине, винова лоза, мање јужно воће) су све мање значајни.